# حي السريان الجديدة
 حي السريان الجديدة  هو أحد أحياء مدينة حلب السورية يقع شمال غرب المدينة ومحاذي لأحياء مركز المدينة بدأ إنشاء الحي فعلياً بالعام 1970.

## التسمية

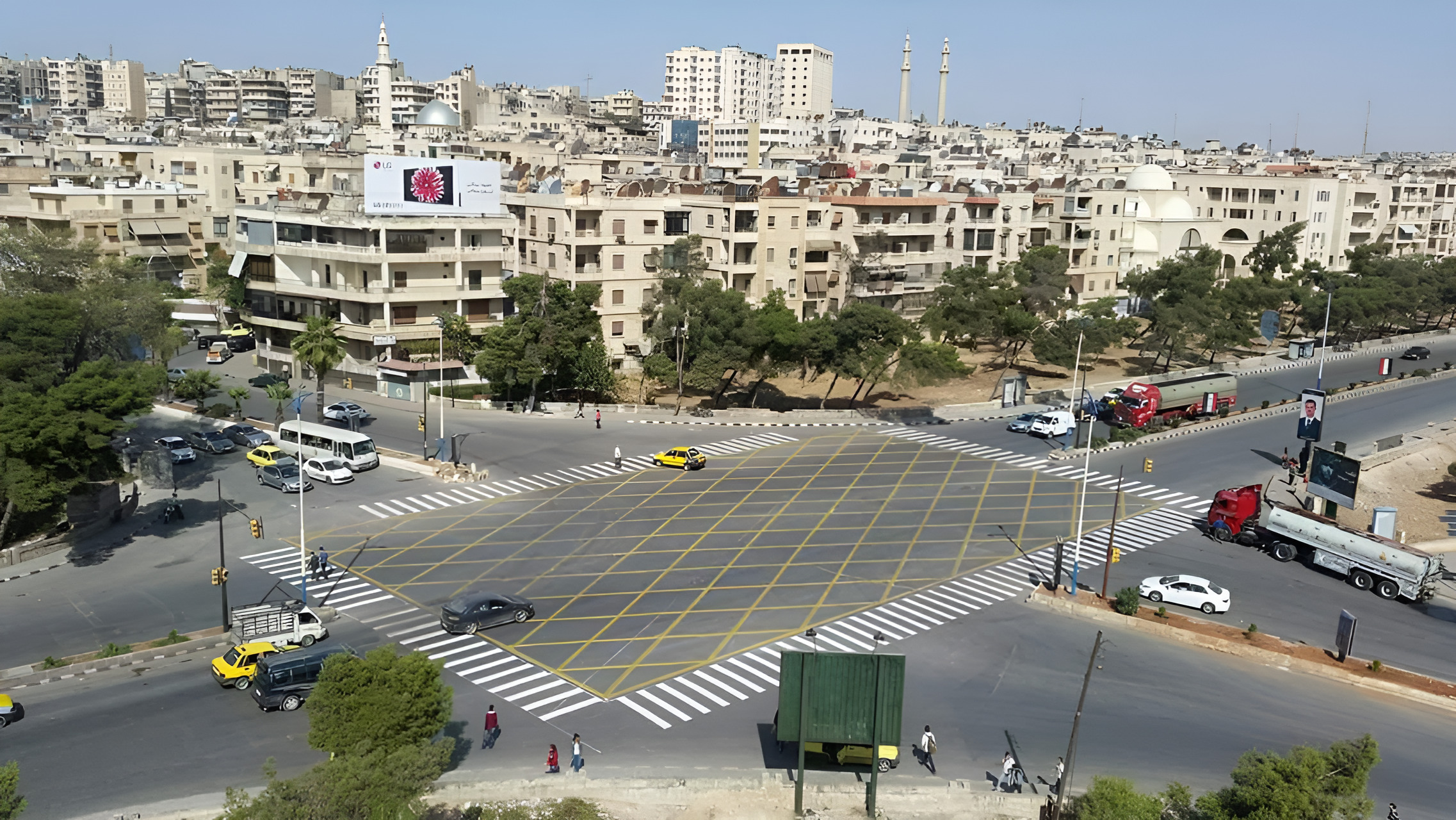

يعود تسمية الحي محليا بسبب وجود حي السريان القديمة القريب منه وهو حي قديم في حلب حيث يسمى بالسريان نسبة لسكانه الأوائل وهم السريان ويسمى أيضاً بحي الزهور.

## الموقع والأماكن
يحد الحي من الغرب حي السبيل ومساكن السبيل ومن الجنوب حي السريان القديمة، ومن الشمال حي الأشرفية، ويمتد ابتداءً من خلف جامع الرحمن وصولاً لنادي الجلاء الرياضي.
يتميز الحي بوجود عدد كبير من المشافي (المشفى السوري الفرنسي - مشفى السلام - مشفى ابن رشد - مشفى الشرطة - نافع أسود) إضافة للمدارس الخاصة والكنائس، كنيسة سان تيريزا والمعمدانية، إضافة لجامع إبراهيم بن الأدهم، ووجود مراكز أندية حلب وهي نادي الحرية ونادي الجلاء وملعب الوسيم.
البناء العمراني بالحي يشابه البناء لباقي الأحياء الغربية التي تتميز بالعمران الحلبي من الحجارة البيضاء. وأهم شوارع الحي (شارع الزهور الذي يتوسط الحي وشارع الكنيسة وشارع الملك العادل)

## السكان
يبلغ عدد سكان الحي تقريباً (30.000) وسكان الحي يشكلون خليط من غالبية من المسلمين والمسيحين السريان والعرب وأقليات قومية كالأرمن والأكراد والشركس واليونانيين,